# Epidromia profana
Epidromia profana là một loài bướm đêm trong họ Erebidae.